# Z. Sebess József
Z. Sebess József (Zilahi Sebess József) (Káposztásszentmiklós, 1888. – Kolozsvár, 1975) testnevelő tanár a székelyudvarhelyi Református Kollégiumban és később a Kolozsvári Református Kollégiumban, az első cserkészcsapat megalapítója Erdélyben.

## Élete

### Fiatalkora
Káposztásszentmiklóson született, 1888-ban. A marosvásárhelyi Bolyai Farkas Líceumban érettségizett, majd a budapesti Testnevelési Főiskolán szerzett tanári oklevelet.

### Székelyudvarhelyen
A Református Kollégiumban, munkáját 1909. szeptember 1.-én kezdte. Részt vett az udvarhelyi sportélet megreformálásában, sportrendezvényeket szervezett (többek között az első ökölvívó meccset), teniszt, labdarúgást oktatott. 1911-ben megalapította az 548. számú "Bethlen Gábor" cserkészcsapatot, ami az első cserkészcsapat volt Erdélyben. Az első világháborút megelőző években labdarúgó- és atlétikapályát építtetett az úgynevezett Kollégiumkertben (a mostani labdarúgópálya és a vasúti sín közötti rész). Az első világháborúban három haslövéssel megsebesült, majd orosz fogságba esett. A háború után visszatért tanítani, a székelyudvarhelyi Református Kollégiumba, ahol a testnevelés mellett, nyelveken kívül, szinte mindent tanított (földrajz, természetrajz, számtan, fizika, ének, torna stb.). Kidolgozta a Román Labdarúgó Szövetség első és részletes alaprajzát. A "Hargita" sportegylet alelnöke és labdarúgó bíró is volt. 1927-ben a Református Kollégium megszűnésével, Kolozsvárra ment, ahol az ottani Református Kollégiumban folytatta munkásságát.

### Kolozsváron
1927. Szeptember 1.-én kezdte meg munkáját testnevelőként a Kolozsvári Református Kollégiumban, az elhunyt Varga László után. Érkezésekor a kollégiumban magasszintű sportélet folyt, melyet neki életben kellett tartani. Az új, román vezetés megnehezítette dolgukat, hiszen többek között betiltották a magyar iskolákban a sportköröket. Ezt Z. Sebess kijátszotta és versenyeket szervezett, ahol pontszámokat lehetett elérni, a legtöbb pontszámmal rendelkező diák lett év végén az előtornász, aki a szülők, diákok, tanárok előtt szervezett tornaünnepélyen vezette egy osztály tornászait. Később levente főoktató lett. 1944 őszén Budapestre távozott, ahonnan 1945. augusztus 10-én tért haza. 1947. szeptember 1.-jétől nyugdíjba vonult. 1975-ben hunyt el, a Házsongárdi temetőben van eltemetve, a Bethlen kripta mögött.

## Hagyatéka
Z. Sebess József beindította a sportéletet Székelyudvarhelyen, megtartotta Kolozsváron és ő indította el a cserkészetet Erdélyben.
A mai napon cserkészcsapat viseli a nevét Székelyudvarhelyen.
A Kolozsvári Református Kollégiumban a mai napig emlékeznek rá, Lőrinczi Ferenc testnevelő tanár mellett. 2005-ben kettős évfordulóra emlékeztek, 30 éve hunyt el Z. Sebess József, 25 éve pedig Lőrinczi tanár úr.